# Warsztat Formy Filmowej

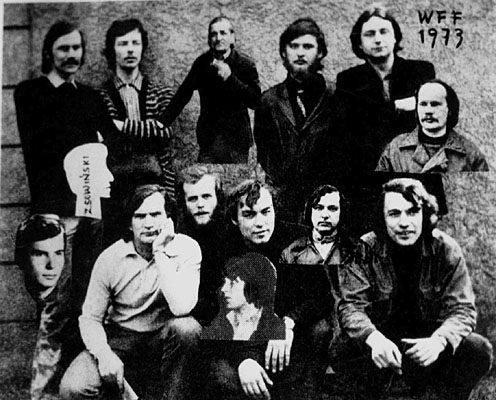
Członkowie Warsztatu Formy Filmowej, fotomontaż, 1973, Łódź. Od lewej: Janusz Połom, Wojciech Bruszewski, Wacław Antczak, Jacek Łomnicki, Tadeusz Junak, Antoni Mikołajczyk, Lech Czołnowski, Zdzisław Sowiński, Józef Robakowski, Paweł Kwiek, Kazimierz Bendkowski, Andrzej Różycki, Ryszard Waśko, Zbigniew Rybczyński.

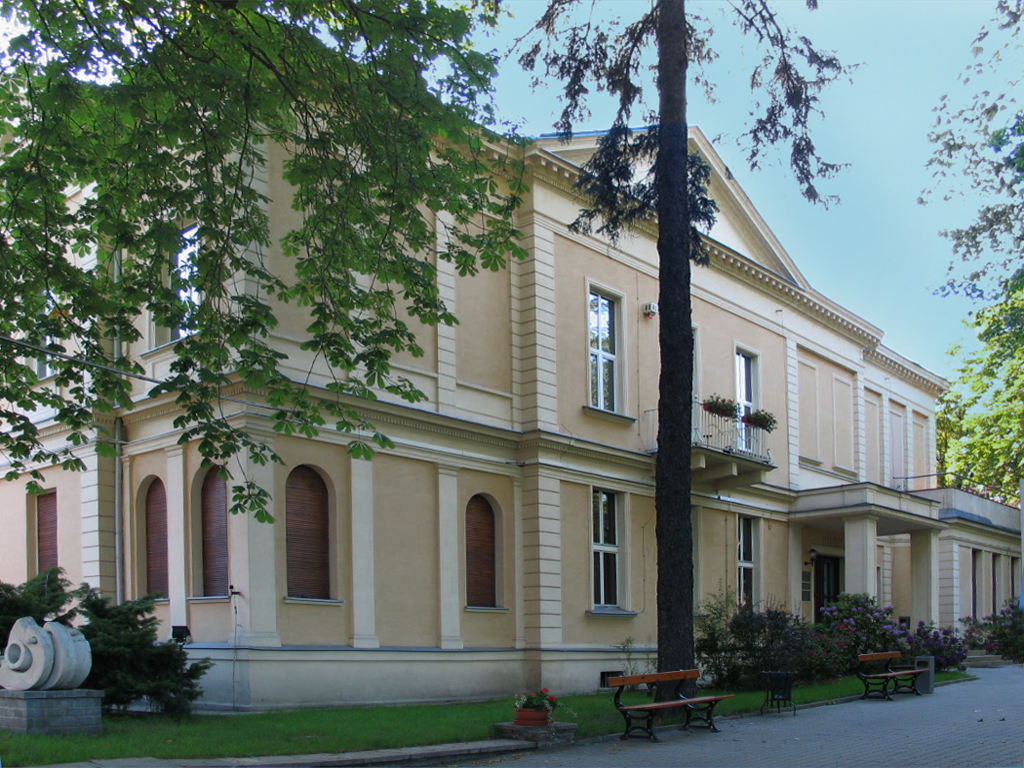
Pałac Oskara Kona – obecnie siedziba "filmówki"

Warsztat Formy Filmowej (WFF) – awangardowa grupa artystyczna działająca przy szkole filmowej w Łodzi w latach 1970–1977. Założycielami byli studenci i absolwenci szkoły, m.in. Wojciech Bruszewski, Tadeusz Junak, Andrzej Różycki, Zbigniew Rybczyński, Józef Robakowski, Paweł Kwiek, R. Gajewski, J. Janicki; następnie dołączyli m.in. Kazimierz Bendkowski, Janusz Połom, Wacław Antczak, Jacek Łomnicki, Antoni Mikołajczyk, Ryszard Waśko, J. Kołodrubiec, T. Konart, M. Koterski, Lech Czołnowski, R. Lenczewski, A. Paruzel, Zdzisław Sowiński, J. Szczerek, K. Krauze.
Artyści skupieni w WFF współtworzyli grupę, która organizowała w Łodzi cykliczny projekt Konstrukcja w Procesie.
WFF wydał manifest ideowy, w którym deklarował realizację filmów, zapisów i transmisji telewizyjnych, audycji dźwiękowych, wystaw plastycznych, zdarzeń i interwencji artystycznych. Był finansowany przez Pracownię Filmów Szkolnych i nie prowadził działalności komercyjnej.